# Província Missionária

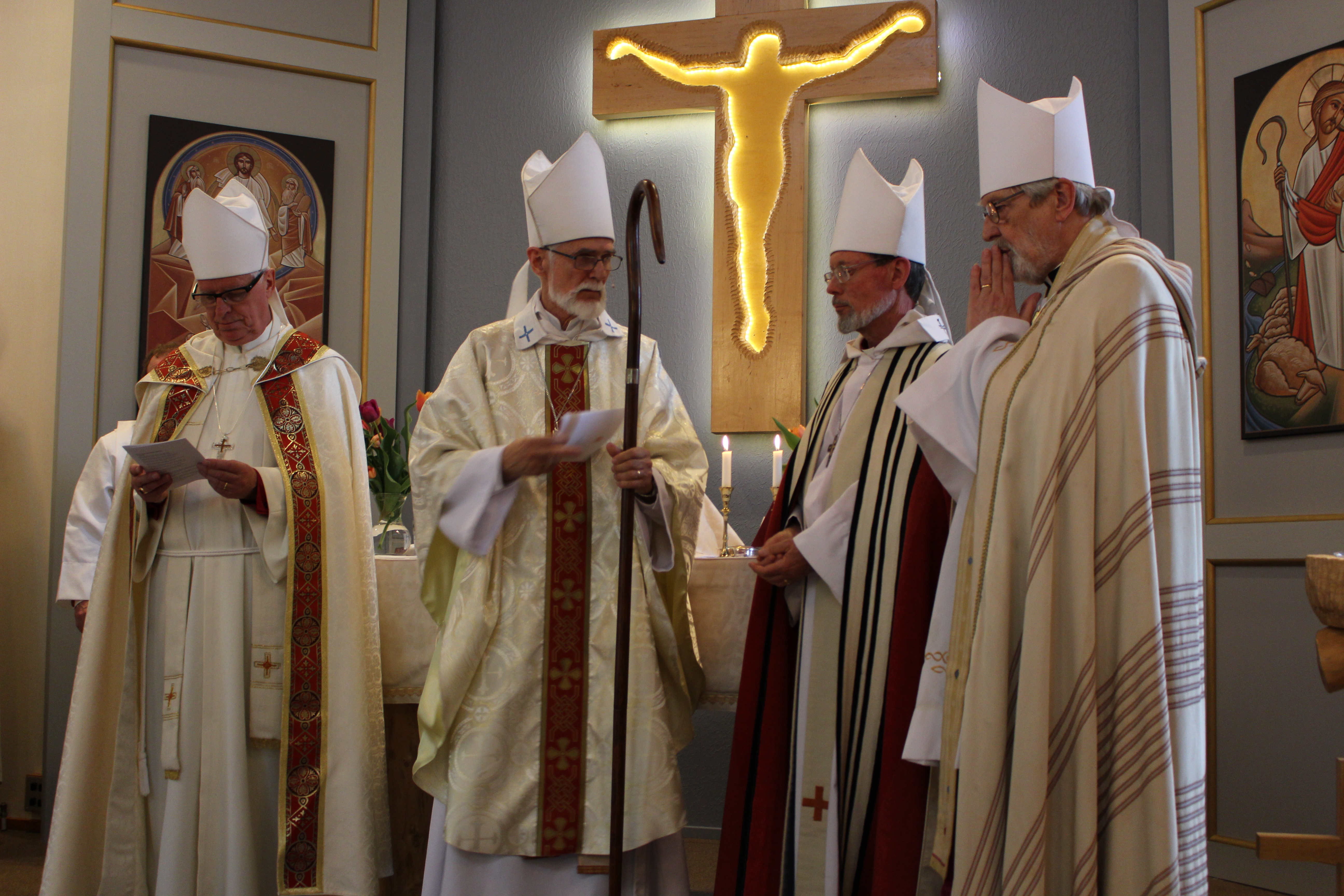
Clero da Província Missionária

A Província Missionária (em sueco: Missionsprovinsen [mɪˈɧûːnsprʊˌvɪnːsɛn]) é uma diocese sueca independente fundada por membros da Igreja da Suécia que se opõem à ordenação de mulheres ao presbiterado e ao episcopado. A província, que se alinha com o luteranismo confessional, considera-se uma diocese independente dentro da Igreja da Suécia, embora está rejeite tal posição. A Província Missionária foi fundada em 6 de setembro de 2003 e compartilha comunhão de altar e púlpito com instituições semelhantes na Comunhão das Dioceses Luteranas Nórdicas, além de ser membro do Concílio Luterano Internacional.

## Doutrina
Os ensinamentos da Província Missionária são baseados na Bíblia, nos três credos da Igreja Antiga e na Confissão de Augsburgo inalterada na versão do Sínodo de Uppsala em 1593. Os demais documento do Livro de Concórdia também são destacados como pertencentes ao acervo da província. A Província Missionária também enfatiza a continuidade da tradição da Igreja da Suécia, como parte da Igreja na Suécia com uma confissão luterana inalterada.
Os fundadores da Província Missionária viram a formação da província como uma continuação de uma luta de 40 anos para preservar a herança da Igreja da Suécia, começando com a decisão de 1958 de abrir o sacerdócio às mulheres, o que eles acreditavam ser uma violação tanto das palavras da Bíblia como da tradição da Igreja. Além disso, a Província Missionária também se tornou conhecida pela atitude dela em relação, entre outras coisas, à homossexualidade e ao aborto. A província acredita que a homossexualidade praticada é contra a vontade de Deus e que a vida começa na concepção, razão pela qual o aborto é acabar com a vida de um ser humano. A Província Missionária também rejeita a teoria da evolução.

## História
A Província Missionária foi fundada como uma jurisdição eclesiástica alternativa para apoiar o estabelecimento de novas comunidades eucarísticas livres (koinonias). Ela contém as expressões católica, schartauana, confessional e evangélica encontradas na Igreja da Suécia sob a base doutrinária do Livro de Concórdia.
Em 5 de fevereiro de 2005, o Reverendíssimo Walter Obare, bispo presidente da Igreja Evangélica Luterana no Quênia, auxiliado pelos bispos Leonid Zviki de Belarus, David Tswaedi da África do Sul, Børre Knudsen e Ulf Asp da Noruega, consagrou Arne Olsson na sucessão apostólica como Ordinário da Província Missionária.
Em abril de 2006, Arne Olsson consagrou os pastores Lars Artman e Göran Beijer como bispos assistentes da Província Missionária. A hierarquia alternativa da Província Missionária ordena candidatos ao sacerdócio que não são a favor da ordenação feminina e que, portanto, não são aceitos para ordenação nas Igrejas nacionais da Suécia ou da Finlândia. Na Suécia, existem 25 a 30 congregações lideradas por padres da Província Missionária, além de 30 a 35 congregações na Finlândia.
Embora a Província Missionária se considere uma diocese não territorial dentro da Igreja da Suécia, os bispos da Igreja da Suécia não reconhecem a Província Missionária como parte da Igreja da Suécia e o Bispo Arne Olsson foi destituído logo após a ordenação episcopal dele, assim como Lars Artman e Göran Beijer.
Desde 2015, a Província Missionária está em comunhão com a Diocese Evangélica Luterana Missionária da Finlândia e a Diocese Evangélica Luterana da Noruega. A Província Missionária também é, desde 2018, membro do Conselho Luterano Internacional.